# 花罗汉鱼

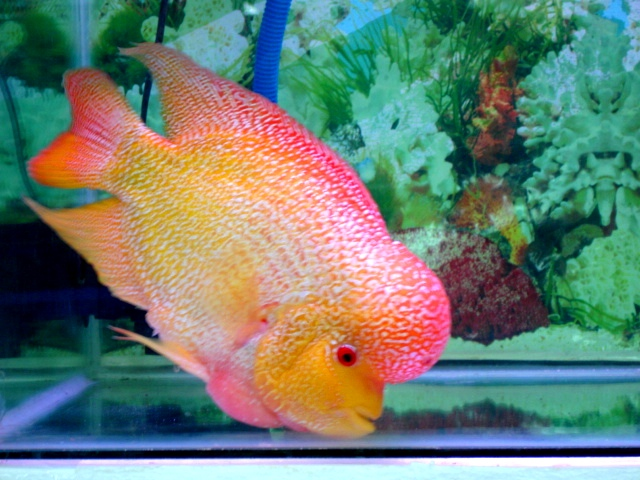

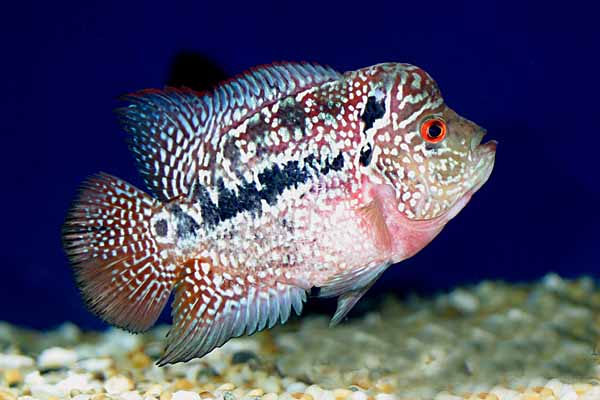

花罗汉鱼是著名的观赏鱼，属慈鲷科，因其色彩生动和形状独特的头而被命名。其在自然界中本不存在，是经人工反复改良而成的品种。花罗汉鱼首先在马来西亚，泰国和台湾等地被培育出来，它们现在被世界各地的鱼类爱好者所饲养。一些批评人士质疑花罗汉鱼育种计划的影响。此種魚普遍性格兇猛。